# زيبا شهر
زيبا شهر (بالفارسية: زیباشهر) هي مدينة تقع في إيران في Garkan Jonubi District. يقدر عدد سكانها بـ 9,071 نسمة .